# Centocinque
Centocinque ("cento e cinco") é um jogo de cartas popular na Sicília e em demais áreas do Sul da Itália. Sua dinâmica lembra a de jogos como Crazy Eights, Mau-mau e Uno.

## Objetivo do jogo
O objetivo do jogo é descartar todas as cartas da mão.

## Número de jogadores
O centocinque pode ser jogado por duas ou mais pessoas.

## Tipo de baralho
Para jogar centocinque usa-se o baralho italiano tradicional de 40 cartas.

## Valor das cartas
À exceção do cavalo que vale 25 pontos, as demais cartas mantém pontuação relativa ao valor numérico sequencial do baralho: ás, 1 ponto; de 2 a 7, os pontos equivalem aos valores das cartas; valete, 8 pontos; rei, 10 pontos.

## Distribuição das cartas
O carteador distribui cinco cartas para cada jogador começando pelo que estiver a sua direita e prosseguindo no sentido anti-horário, as cartas que sobram formam o maço que será colocado no centro da mesa, em seguida retira-se uma carta de maço que será colocada desvirada próximo a este.

## Desenvolvimento do jogo
O jogador a direita do carteador deve jogar uma carta do mesmo valor ou do mesmo naipe da carta virada. Por exemplo, se a carta virada for um 4 de ouros, o jogador deve jogar um 4 de outro naipe ou qualquer outra carta do naipe de ouros. Se não tiver uma carta para utilizar deve retirar uma carta do maço, se nem mesmo esta servir, passa a vez para o próximo jogador a sua direita, e o jogo continua no sentido anti-horário.
Algumas cartas são especiais, são as cartas de ação (wild cards) que causam os seguintes efeitos durante a partida:
| Carta  | Efeito |
| ------ | --- |
| Ás     | O jogador seguinte passa a vez de jogar. Só se pode colocar apenas outra carta do mesmo naipe sobre o ás jogado, não outro ás. |
| Dois   | O jogador seguinte terá que retirar duas cartas do maço e juntá-las a suas cartas da mão. Se o próximo jogador jogar outro dois, o jogador seguinte teré que retirar quatro cartas do maço. Se acontecer de um terceiro dois ser jogado em sequência, o jogador seguinte terá que retirar seis cartas do maço. |
| Cavalo | O jogador seguinte pode jogar qualquer carta. |
| Rei    | Inverte a ordem de direção do jogo, do sentido anti-horário para o sentido horário e vice-versa. |

Se a carta virada inicial do jogo for uma carta de ação, neste caso, não possui efeito.
Quando um jogador estiver com apenas duas cartas na mão e for jogar uma delas sobre a carta do poço, deve falar "penúltima" antes que fique com apenas uma carta. Caso não faço isso, e os adversários percebam e o notifiquem disto, deverá retirar cinco cartas do maço com penalização.
Se as cartas do maço acabarem no decorrer da partida deve-se manter a carta superior do poço e reembaralhar as demais para formar um novo maço de cartas.
O jogador que ficar sem cartas na mão primeiro é o vencedor.

## Pontuação
Os jogadores quando perdem uma partida vão acumulando pontos que são referentes a soma dos valores das cartas que restaram na mão. Quando um jogador obtém 105 pontos sai do jogo.